# Louis François Auguste Mazel du Goulot
Louis François Auguste Mazel du Goulot, dit Dugoulot, né le 4 octobre 1742 à Maubeuge (Nord), mort le 18 février 1815 à Maubeuge (Nord), est un général de brigade de la Révolution française.

## États de service
Le 23 mars 1792, il est lieutenant-colonel au 2e bataillon de chasseurs royaux de Dauphiné, à l’armée des Alpes puis chef de brigade du 2e régiment d'infanterie légère.
Le 29 janvier 1796 il est nommé chef de brigade  à la 12e demi-brigade d'infanterie légère, et le 12 septembre 1796, il est blessé dans une escarmouche à Villa-Impenta près de Mantoue.
Il est promu général de brigade le 9 novembre 1796, à la 2e armée en Italie. Le 3 décembre 1796, il prend le commandement de Brescia, et le 17 janvier 1797, il est affecté à la division du général Joubert. Le 30 janvier 1797, il commande le Trentin, et il est admis à la retraite le février 1797.
Il a été fait chevalier de Saint-Louis.

## Sources
- (en) « Generals Who Served in the French Army during the Period 1789 - 1814: Eberle to Exelmans »
- Louis Susane, Histoire de l'ancienne infanterie française, Volume 6, 1852
- (pl) « Napoléon.org.pl »